# Coussarea hyacinthiflora
Coussarea hyacinthiflora är en måreväxtart som beskrevs av Paul Carpenter Standley. Coussarea hyacinthiflora ingår i släktet Coussarea och familjen måreväxter. Inga underarter finns listade i Catalogue of Life.